# Γ-Interferon-Test
Der γ-Interferon-Test (englisch: Interferon-γ release assays (IGRA)) ist ein Testverfahren zur Diagnostik der Tuberkulose. Hochspezifische Antigene aus Mycobacterium tuberculosis, dem Erreger der Tuberkulose, stimulieren im Reagenzglas (in vitro) Gedächtniszellen. Wenn diese die Antigene erkennen, weil sie im Rahmen einer Infektion schon einmal präsentiert wurden, produzieren sie vermehrt verschiedene Botenstoffe, unter anderem Interferon-γ (Interferone). Im Zellüberstand kann dieses gemessen werden.

## Methoden
Die ersten Generationen der Interferon-γ-Tests setzten PPD (Purified Protein Derivate) als Antigen ein. Anschließend wurden als Einzelantigene ESAT-6 (early secreted antigenic target) und CFP-10 (culture filtrate protein) verwendet. Neuere Generationen nutzen Kombinationen mehrerer Antigene, da so bessere Ergebnisse bezüglich Sensitivität und Spezifität erzielt werden.:154
In Deutschland erhältlich sind seit 2004 der „QuantiFERONTB® Gold In-Tube“ des australischen Herstellers Cellestis und der „T SPOT™.TB“ des britischen Herstellers Oxford Immunotec Limited.:153 f.
Zur Stimulation kommen beim „QuantiFERONTB® Gold In-Tube“ die Antigene ESAT-6 (early secreted antigenic target), CFP-10 (culture filtrate protein) und Tb7.7 zum Einsatz. Sie werden in der Frühphase der Infektion gebildet und von den meisten sogenannten Nicht-Tuberkulose-Mykobakterien (NTM) genauso wenig produziert wie vom Impfstamm Mycobakterium bovis-BCG. Das erklärt die sehr hohe Trennschärfe des Tests zwischen echten Tuberkulose-Infektionen und solchen durch atypische Mykobakterien beziehungsweise eine durch Impfung erworbenen Immunität. Nachdem die Antigene bei 37 °C mit dem frischen Vollblut inkubiert wurden, kann im Zellüberstand die Konzentration an γ-Interferon mittels eines sogenannten ELISA (Enzym-Linked-Immuno-Sorbent-Assay) gemessen werden. In einer Negativ-Probe möglicherweise gefundenes unspezifisches γ-Interferon muss von diesem Wert abgezogen werden.:153 f.
Alternativ kann mit dem „T SPOT™.TB“, einem sogenannten ELISPOT (enzym-linked-immunospot-assay), die Zahl der γ-Interferon-produzierenden Zellen bestimmt werden. Diese Methode ist im Vergleich zum ELISA aufwändiger, liefert aber bei Immuninkompetenten und Kleinkindern validere Ergebnisse. Bei dieser Methode existiert darüber hinaus keine Grauzone.
Weil IGRAs teurer und technisch aufwändiger sind als der Mendel-Mantoux Test, rät die WHO in ihrer Policy-Paper von 2011 davon ab, IGRAs in Ländern mit geringen finanziellen Ressourcen als Mittel der Gesundheitspolitik zu nutzen.

## Bewertung

### Sensitivität
In verschiedenen Studien an Patienten mit aktiver, bakteriologisch gesicherter Tuberkulose betrug die Sensitivität zwischen 82 und 100 %. Wurde parallel ein Tuberkulin-Hauttest (TST) gemacht, war der γ-Interferon-Test empfindlicher. Aber bei frischer Tuberkulose oder Abwehrschwäche kann auch der γ-Interferon-Test falsch-negativ ausfallen.

### Spezifität
In einer Gruppe von BCG-geimpften Personen war die Spezifität des γ-Interferon-Tests mit 98 % gegenüber 35 % beim TST deutlich überlegen. Nach bisher unveröffentlichten Daten wäre durch die sehr hohe Spezifität bei Kindern auch eine Abgrenzung zu Infektionen durch atypische Mykobakterien, die in diesem Alter eine besondere Rolle spielen, möglich.:154 f. In Anbetracht der äußerst niedrigen Tuberkuloseinzidenz bei deutschen Kindern (< 2 : 100.000) ist ein Screening nicht sinnvoll, da bei einer falsch positiven Rate von 2 % ungleich mehr falsche als richtige Testergebnisse vorkommen.